# Omanella johnsoni
Omanella johnsoni är en insektsart som beskrevs av Baltasar Merino 1936. Omanella johnsoni ingår i släktet Omanella och familjen dvärgstritar. Inga underarter finns listade i Catalogue of Life.